# コスコブ芸術コロニー

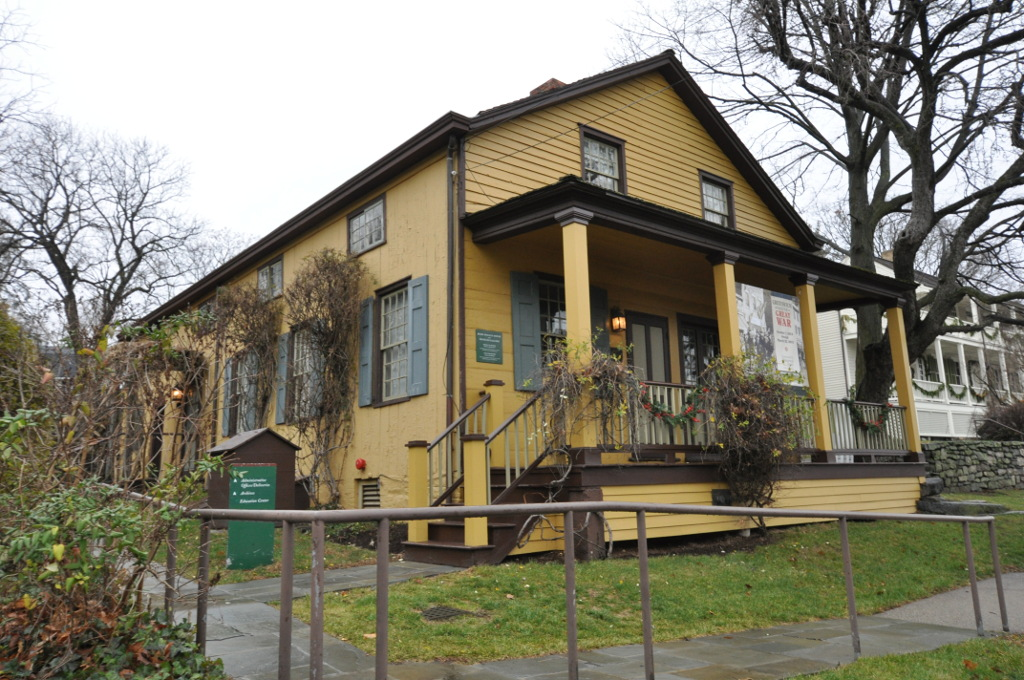
現在のBush-Holley House

コスコブ芸術コロニー（Cos Cob art colony）は、1890年頃から、1920年頃まで、アメリカ合衆国コネチカット州のグリニッジのコスコブ(Cos Cob)地域の周辺に集まって活動したおもに印象派の画家たちのグループを示す。

## 概要
コスコブに芸術家が訪れて絵を描くようになったのは1870年代からであるが、1889年に印象派に影響を受けた画家、ジョン・ヘンリー・トワックトマンが住むようになって、「芸術家村」となりはじめた。町はニューヨーク市から手近な距離の場所であったが画家たちが好む田舎の風景を残していた。トワックトマンの友人の画家たち、フレデリック・チャイルド・ハッサム、ジュリアン・オールデン・ウィアー、セオドア・ロビンソン、ヘンリー・フィッチ・テイラー、ロバート・ルイス・リードといった画家が、トワックトマンの家を訪れた。長く滞在する画家たちは、コスコブの小さな港を見下ろす、ホーリーハウス（Bush-Holley House）に滞在した。
トワックトマンとウィアーはニューヨークのアート・スチューデンツ・リーグで教えていて、トワックトマンは1890年頃から学生のサマー・スクールをコスコブで開くようになった。ウィアーも1892年と1893年には一緒に学生を教えた。このサマー・スクールに参加して、後にアート・スチューデンツ・リーグに入学した学生にはエルマー・マクレー (Elmer Livingston MacRae) 、アーネスト・ローソン (Ernest Lawson) 、アレン・タッカー (Allen Tucker) 、チャールズ・エバート (Charles Ebert) 、メアリー・ローバーツ・エバート (Mary Roberts Ebert) 、アリス・ジョンソンや、日本出身の江藤源次郎がいた。
その他にコスコブ芸術コロニーに関連する人物にはレオナード・オクトマン (Leonard Ochtman) らがいた。リンカーン・ステフェンズやウィラ・キャザーといった編集者、作家もサークルの中にいた。

## コスコブで描かれた作品の例
- (画)ジョン・ヘンリー・トワックトマン
- (画)フレデリック・チャイルド・ハッサム
- コスコブの造船所
(画)セオドア・ロビンソン